# کورازانو
کورازانو (به ایتالیایی: Corazzano) یک منطقهٔ مسکونی در ایتالیا است که در سن مینیاتو واقع شده‌است. کورازانو ۴۶۰ نفر جمعیت دارد و ۵۴ متر بالاتر از سطح دریا واقع شده‌است.